# Ocupación de las Islas Chincha
La ocupación de las Islas Chincha fue la primera acción militar realizada por el Reino de España contra la República del Perú en el contexto de la guerra hispano-sudamericana. El objetivo principal de la ocupación era de que sirviera como expedición punitiva y además permitiera un desenlace diplomático al conflicto en favor de España. 

## Antecedentes
Tras lo ocurriendo en el incidente de la hacienda Talambo, el gobierno español dispuso de enviar al diplomático Eusebio Salazar y Mazarredo, bajo el título de comisario especial y extraordinario de la reina, con el objetivo de llegar a una resolución pacífica del asunto. Sin embargo, al ser recibido por su contraparte peruana, esta dispuso de darle el trato de agente confidencial, puesto que el uso de comisario era algo que correspondía al cargo de los inspectores españoles en la época virreinal, cosa que era considerada ofensiva para el gobierno del Perú. 
A pesar de los intentos de negociación, ultimadamente el estado peruano rechazo las solicitudes españolas para dar solución al conflicto por considerarlas injustas. Debido a esto, el comisario Salazar partió al encuentro del almirante Pinzón, jefe de la escuadra del Pacífico.

## Ocupación
Salazar comentó a Pinzón que el Perú no estaba dispuesto a solucionar el conflicto por las vías diplomáticas, y que sumado a eso el país se estaba armando. Es por esto que ordenó a Pinzón a tomar medidas bélicas para la resolución del conflicto, con la excusa de que las órdenes de paz estaban condicionadas a una resolución justa del incidente en Talambo. Esto claro, siendo una tergiversación adrede de las órdenes de Madrid. 
A pesar de que el almirante Pinzón protestó y solicitó ver las órdenes completas, Salazar las descartó diciendo que no eran relevantes. Finalmente el almirante cedió y decidió que ocuparía militarmente las islas guaneras de Chincha, privando así de la principal fuente de ingresos del Perú. La flota española se dirigió a las islas, y en ellas desembarcaron 400 infantes de marina pertenecientes a la Armada española, para proceder luego a izar la bandera de España. En las islas se encontraba un destacamento de 200 infantes de la Marina de Guerra del Perú y el gobernador de las islas, capitán Ramón Valle Riestra, quien sería apresado por las autoridades españolas. Además, también se encontraban alrededor de mil trabajadores guaneros y sesenta presidarios. También se hallaba una barca, la Iquique, que sería capturada.

## Consecuencias
Cuando las noticias de la ocupación llegaron a Madrid, fueron en un inicio criticadas puesto que representaban un desacato a las órdenes originales encomendadas a Salazar. Sin embargo, con la idea de que se avecinaba un posible conflicto de mayor intensidad, el gobierno español reforzó su presencia en las islas con las fragatas Blanca, Berenguela, Villa de Madrid y la goleta Vencedora.
El Perú protestó enérgicamente por las acciones españolas y tras el Congreso americano de 1864, los delegados del mismo exigieron a la flota española retirarse de las islas, mas no hubo respuesta positiva. Entonces el congreso solicitó al presidente Pezet el intervenir militarmente para expulsar a los invasores, pero este se negó reconociendo la inferioridad naval de la flota peruana frente a la española. 
Finalmente, a inicios del siguiente año el gobierno de Madrid decidiría el envío de la Numancia. Esto intimaría a Pezet, quien finalmente cedería a la presión y arreglaría el conocido como tratado de Vivanco-Pareja, donde el Perú aceptaba casi todas las pretensiones españolas para la paz. Este acto de sumisión sería repudiado por gran parte de la población, especialmente la prensa y el sector político, llegando el congreso incluso a negarse a ratificar el tratado. Estas tensiones finalmente desembocarían en la guerra civil peruana de 1865, que daría como nulo el tratado y continuaría las hostilidades contra España en una guerra abierta. 